# Connexion Island
Connexion Island (Yilikamurra) ist eine Insel im Golf von Carpentaria im Norden Australiens. 7,7 km westlich von Connexion Island liegt die Insel Bickerton Island, 3,3 km östlich Groote Eylandt. Im Norden bildet die Insel Bustard in knapp zehn Kilometer Entfernung die am nächsten liegende Landmasse.
Im Norden der Insel liegt ein etwa 60 Hektar großer Süßwassersee.